# Uitslagen van het Wereld Muziek Concours Kerkrade
Dit artikel bevat de uitslagen van het Wereld Muziek Concours Kerkrade.

## Uitslagen van het 19e Wereld Muziek Concours Kerkrade in 2022

### Uitslagen Concertwedstrijden voor Harmonie- en Fanfareorkesten

#### Harmonie Concertafdeling
| Plaats | Naam van de vereniging                             | Land      | Eindresultaat |
| ------ | -------------------------------------------------- | --------- | ------------- |
| 1      | Orquestra de Sopros da Academia de Artes de Chaves | Portugal  | 97,23         |
| 2      | Koninklijke Harmonie van Thorn                     | Nederland | 96,63         |
| 3      | Koninklijk Harmonieorkest Vooruit Harelbeke        | België    | 95,30         |

#### Harmonie 1e Divisie
| Plaats | Naam van de vereniging                        | Land        | Punten voor verplicht werk | Punten voor keuzewerk | Eindresultaat (gemiddeld) |
| ------ | --------------------------------------------- | ----------- | -------------------------- | --------------------- | ------------------------- |
| 1      | Harmonie St. Cecilia Grevenbicht - Papenhoven | Nederland   | 93,33                      | 94,67                 | 94,00                     |
| 2      | National Youth Wind Orchestra of Switzerland  | Zwitserland | 93,33                      | 94,00                 | 93,67                     |
| 3      | Sinfonisches Blasorchester Tirol              | Oostenrijk  | 93,33                      | 93,67                 | 93,50                     |

#### Harmonie 2e Divisie
| Plaats | Naam van de vereniging                        | Land      | Punten voor verplicht werk | Punten voor keuzewerk | Eindresultaat (gemiddeld) |
| ------ | --------------------------------------------- | --------- | -------------------------- | --------------------- | ------------------------- |
| 1      | Centrumharmonie Geel                          | België    | 95,33                      | 96,67                 | 96,00                     |
| 2      | Associació Banda Simfònica de Reus            | Spanje    | 90,33                      | 92,83                 | 91,58                     |
| 3      | Musikverein "Viktoria" Altenmittlau 1897 e.V. | Duitsland | 89,67                      | 91,67                 | 90,67                     |

#### Harmonie 3e Divisie
| Plaats | Naam van de vereniging                    | Land        | Punten voor verplicht werk | Punten voor keuzewerk | Eindresultaat (gemiddeld) |
| ------ | ----------------------------------------- | ----------- | -------------------------- | --------------------- | ------------------------- |
| 1      | Soonwaldorchester e.V.                    | Duitsland   | 92,83                      | 92,56                 | 92,69                     |
| 2      | Vlaams JeugdHarmonie Orkest               | België      | 90,33                      | 91,56                 | 90,94                     |
| 3      | Blasorchester der Jugendmusik Kreuzlingen | Zwitserland | 85,50                      | 87,00                 | 86,25                     |

#### Fanfare Concertafdeling
| Plaats | Naam van de vereniging                | Land      | Eindresultaat |
| ------ | ------------------------------------- | --------- | ------------- |
| 1      | Koninklijke Fanfare Kempenbloei Achel | België    | 96,70         |
| 2      | Gelders Fanfare Orkest                | Nederland | 96,67         |
| 3      | Fanfare St. Caecilia Schimmert        | Nederland | 92,17         |

#### Fanfare 1e Divisie
| Plaats | Naam van de vereniging                | Land      | Punten voor verplicht werk | Punten voor keuzewerk | Eindresultaat (gemiddeld) |
| ------ | ------------------------------------- | --------- | -------------------------- | --------------------- | ------------------------- |
| 1      | Muziekvereniging De eendracht Den Ilp | Nederland | 93,33                      | 95,00                 | 94,17                     |
| 2      | CMV Oranje Grootegast                 | Nederland | 93,67                      | 94,33                 | 94,00                     |
| 3      | Koninklijke Fanfare De Werkmanszonen  | België    | 94,17                      | 93,00                 | 93,58                     |

#### Fanfare 2e Divisie
| Plaats | Naam van de vereniging                  | Land      | Punten voor verplicht werk | Punten voor keuzewerk | Eindresultaat (gemiddeld) |
| ------ | --------------------------------------- | --------- | -------------------------- | --------------------- | ------------------------- |
| 1      | CMV Beatrix Doezum                      | Nederland | 91,67                      | 93,00                 | 92,33                     |
| 2      | Kon. Fanfare Sint-Jozefsgilde Mol-Sluis | België    | 88,00                      | 88,22                 | 88,11                     |
| 3      | KFO Volksopbeuring Massemen             | België    | 88,00                      | 87,67                 | 87,83                     |

#### Fanfare 3e Divisie
| Plaats | Naam van de vereniging                           | Land      | Punten voor verplicht werk | Punten voor keuzewerk | Eindresultaat (gemiddeld) |
| ------ | ------------------------------------------------ | --------- | -------------------------- | --------------------- | ------------------------- |
| 1      | Koninklijke Fanfare 'De Vriendenkring' Kessenich | België    | 95,00                      | 92,89                 | 93,94                     |
| 2      | JA! Jeugdfanfare Altena                          | Nederland | 86,83                      | 85,33                 | 86,08                     |

### Uitslagen Concertwedstrijden voor Brassbands

#### Brass Bands Championship Division
| Plaats | Naam van de vereniging | Land                | Punten voor verplicht werk | Punten voor keuzewerk | Eindresultaat (gemiddeld) |
| ------ | ---------------------- | ------------------- | -------------------------- | --------------------- | ------------------------- |
| 1      | Brassband Willebroek   | België              | 93,00                      | 97,33                 | 95,17                     |
| 2      | Valaisia Brass Band    | Zwitserland         | 91,50                      | 98,33                 | 94,92                     |
| 3      | Black Dyke Band        | Verenigd Koninkrijk | 94,00                      | 95,33                 | 94n67                     |

#### Brass Bands 1e Divisie
| Plaats | Naam van de vereniging | Land      | Punten voor verplicht werk | Punten voor keuzewerk | Eindresultaat (gemiddeld) |
| ------ | ---------------------- | --------- | -------------------------- | --------------------- | ------------------------- |
| 1      | Brassband Bacchus      | België    | 96,00                      | 95,00                 | 95,50                     |
| 2      | Mercator Brass Band    | België    | 94,33                      | 93,00                 | 93,67                     |
| 3      | Brass Band Merum       | Nederland | 93,33                      | 92,33                 | 92,83                     |

#### Brass Bands 2e Divisie
| Plaats | Naam van de vereniging      | Land      | Punten voor verplicht werk | Punten voor keuzewerk | Eindresultaat (gemiddeld) |
| ------ | --------------------------- | --------- | -------------------------- | --------------------- | ------------------------- |
| 1      | Brassband Gloria Deï        | Nederland | 94,67                      | 96,33                 | 95,50                     |
| 2      | Brassband Panta Rhei        | België    | 94,33                      | 88,67                 | 91,50                     |
| 3      | Brassband Excelsior Ferwert | Nederland | 90,33                      | 90,33                 | 90,33                     |

#### Brass Bands 3e Divisie
| Plaats | Naam van de vereniging | Land     | Punten voor verplicht werk | Punten voor keuzewerk | Eindresultaat (gemiddeld) |
| ------ | ---------------------- | -------- | -------------------------- | --------------------- | ------------------------- |
| 1      | Brass Band "Aukštyn"   | Litouwen | 95,33                      | 94,67                 | 95,00                     |
| 2      | Brassband Hombeek      | België   | 94,00                      | 94,67                 | 94,33                     |
| 3      | United Brass           | België   | 92,00                      | 91,67                 | 91,83                     |

### Uitslagen Mars- en Marsparadewedstrijden

#### Marching Contests Youth Division
| Plaats | Naam van de vereniging                                | Land      | Eindresultaat |
| ------ | ----------------------------------------------------- | --------- | ------------- |
| 1      | Junioren Chr. Muziekvereniging Door Vriendschap Sterk | Nederland | 91,81         |

Marching Contests Second Division
| Plaats | Naam van de vereniging        | Land      | Eindresultaat |
| ------ | ----------------------------- | --------- | ------------- |
| 1      | Hertfordshire Showband        | Engeland  | 84,63         |
| 2      | Fanfarecorps Excelsior Putten | Nederland | 81,81         |

#### Marching Contests First Division
| Plaats | Naam van de vereniging             | Land      | Eindresultaat |
| ------ | ---------------------------------- | --------- | ------------- |
| 1      | Mercurius Marching-/Showband Assen | Nederland | 85,69         |
| 2      | Spielmannszug Hattstedt e.V.       | Duitsland | 84,19         |
| 3      | Chr. Fanfarekorps Irene            | Nederland | 83,69         |

Marching Contests World Division
| Plaats | Naam van de vereniging                                                       | Land      | Eindresultaat |
| ------ | ---------------------------------------------------------------------------- | --------- | ------------- |
| 1      | Drumband van de koninklijke schutterij Sint-Sebastiaan Sint-Huibrechts-Lille | België    | 93,53         |
| 2      | show en drumfanfare Oranje Ijsselmuiden                                      | Nederland | 93,44         |
| 3      | Show- and Marchingband MVB (Maastrichtse Verkennersband)                     | Nederland | 91,47         |

Marching Contests Championship Division
| Plaats | Naam van de vereniging                              | Land      | Eindresultaat |
| ------ | --------------------------------------------------- | --------- | ------------- |
| 1      | Chr. Muziekvereniging Door Vriendschap Sterk        | Nederland | 96,69         |
| 2      | Chr. Muziekvereniging Kunst en Genoegen             | Nederland | 94,97         |
| 3      | Show, marching and concertband Flora Band Rijnsburg | Nederland | 92,50         |

#### Marching Parade First Division
| Plaats | Naam van de vereniging | Land       | Eindresultaat |
| ------ | ---------------------- | ---------- | ------------- |
| 1      | Hertfordshire Showband | Engeland   | 85,38         |
| 2      | Showband Corio Heerlen | Nederland  | 84,42         |
| 3      | Holbaek Garden         | Denemarken | 84,04         |

Marching Parade Championship Division
| Plaats | Naam van de vereniging             | Land      | Eindresultaat |
| ------ | ---------------------------------- | --------- | ------------- |
| 1      | Drum- en Showfanfare Advendo Sneek | Nederland | 92,54         |
| 2      | Showband Takostu Stiens            | Nederland | 90,54         |
| 3      | Bicycle Showband Crescendo         | Nederland | 90,15         |

## Uitslagen van het 18e Wereld Muziek Concours Kerkrade in 2017

### Uitslagen Concertwedstrijden voor Harmonie- en Fanfareorkesten

#### Harmonie Concertafdeling
| Plaats | Naam van de vereniging                              | Land      | Eindresultaat |
| ------ | --------------------------------------------------- | --------- | ------------- |
| 1      | Harmonie "St. Petrus en Paulus", Wolder, Maastricht | Nederland | 96,50         |
| 2      | Landesblasorchester Baden-Württemberg               | Duitsland | 96,00         |
| 3      | Toulouse Wind Orchestra                             | Frankrijk | 92,60         |

#### Harmonie 1e Divisie
Verplicht werk: Philip Sparke: The unknown journey
| Plaats | Naam van de vereniging                       | Land      | Punten voor verplicht werk | Punten voor keuzewerk | Eindresultaat (gemiddeld) |
| ------ | -------------------------------------------- | --------- | -------------------------- | --------------------- | ------------------------- |
| 1      | Harmonieorkest De Volksgalm vzw              | België    | 97,00                      | 95,17                 | 96,08                     |
| 2      | Koninklijke Harmonie Sint Martinus Opgrimbie | België    | 96,17                      | 94,50                 | 95,33                     |
| 3      | Koninklijke Oude Harmonie van Eijsden        | Nederland | 93,83                      | 94,33                 | 94,08                     |

#### Harmonie 2e Divisie
Verplicht werk: Adam Gorb: Summer Dances
| Plaats | Naam van de vereniging                                  | Land      | Punten voor verplicht werk | Punten voor keuzewerk | Eindresultaat (gemiddeld) |
| ------ | ------------------------------------------------------- | --------- | -------------------------- | --------------------- | ------------------------- |
| 1      | Banda Sinfonica Asociacion Amigos de la Musica de Yecla | Spanje    | 95,67                      | 96,67                 | 96,17                     |
| 2      | Koninklijk Harmonieorkest Kerkrade                      | Nederland | 94,00                      | 96,67                 | 95,33                     |
| 3      | Associació Banda Simfònica de Reus                      | Spanje    | 94,00                      | 95,67                 | 94,83                     |

#### Harmonie 3e Divisie
Verplicht werk: Amir Molookpour: The land of Zarathustra
| Plaats | Naam van de vereniging                        | Land      | Punten voor verplicht werk | Punten voor keuzewerk | Eindresultaat (gemiddeld) |
| ------ | --------------------------------------------- | --------- | -------------------------- | --------------------- | ------------------------- |
| 1      | Salesiana del Niño Jesús Symphonic Band       | Colombia  | 96,33                      | 97,33                 | 96,83                     |
| 2      | Fundación Musical Manuel de Falla de Illescas | Spanje    | 93,67                      | 94,83                 | 94,25                     |
| 3      | Musart Youth Wind Orchestra                   | Singapore | 91,67                      | 94,67                 | 93,17                     |

#### Fanfare Concertafdeling
| Plaats | Naam van de vereniging                | Land      | Eindresultaat |
| ------ | ------------------------------------- | --------- | ------------- |
| 1      | Koninklijke Fanfare Kempenbloei Achel | België    | 97,70         |
| 2      | Gelders Fanfare Orkest                | Nederland | 95,85         |
| 3      | Fanfare St. Caecilia Schimmert        | Nederland | 95,80         |

#### Fanfare 1e Divisie
| Plaats | Naam van de vereniging               | Land      | Punten voor verplicht werk | Punten voor keuzewerk | Eindresultaat (gemiddeld) |
| ------ | ------------------------------------ | --------- | -------------------------- | --------------------- | ------------------------- |
| 1      | Christelijke Muziekvereniging Oranje | Nederland | 92,83                      | 95,67                 | 94,25                     |
| 2      | Muziekvereniging Joost Wiersma       | Nederland | 93,33                      | 92,67                 | 93,00                     |
| 3      | Koninklijke Fanfare De Werkmanszonen | België    | 91,33                      | 94,50                 | 92,92                     |

#### Fanfare 2e Divisie
| Plaats | Naam van de vereniging                    | Land      | Punten voor verplicht werk | Punten voor keuzewerk | Eindresultaat (gemiddeld) |
| ------ | ----------------------------------------- | --------- | -------------------------- | --------------------- | ------------------------- |
| 1      | Koninklijke Fanfare Rumolduszonen         | België    | 92,67                      | 93,00                 | 92,83                     |
| 2      | Koninklijke Muziekvereniging De Leiezonen | België    | 92,33                      | 93,00                 | 92,67                     |
| 3      | Wilhelmina Easterein                      | Nederland | 92,00                      | 92,33                 | 92,17                     |

#### Fanfare 3e Divisie
| Plaats | Naam van de vereniging                            | Land   | Punten voor verplicht werk | Punten voor keuzewerk | Eindresultaat (gemiddeld) |
| ------ | ------------------------------------------------- | ------ | -------------------------- | --------------------- | ------------------------- |
| 1      | K.F. St. Jozefsgilde Mol-Sluis                    | België | 96,33                      | 97,67                 | 97,00                     |
| 2      | Koninklijk Fanfare Orkest Volksopbeuring Massemen | België | 94,00                      | 93,67                 | 93,83                     |
| 3      | Koninklijke Fanfare De Vrije Burgers Val-Meer     | België | 90,67                      | 91,33                 | 91,00                     |

### Uitslagen Concertwedstrijden voor Brassbands

#### Brass Bands Championship Division
| Plaats | Naam van de vereniging              | Land             | Punten voor verplicht werk | Punten voor keuzewerk | Eindresultaat (gemiddeld) |
| ------ | ----------------------------------- | ---------------- | -------------------------- | --------------------- | ------------------------- |
| 1      | Brassband Willebroek                | België           | 97,00                      | 98,00                 | 97,50                     |
| 2      | National Band of New Zealand        | Nieuw-Zeeland    | 96,00                      | 94,00                 | 95,00                     |
| 3      | Carlton Main Frickley Colliery Band | Groot-Brittannië | 95,00                      | 95,00                 | 95,00                     |

#### Brass Bands 1e Divisie
| Plaats | Naam van de vereniging            | Land      | Punten voor verplicht werk | Punten voor keuzewerk | Eindresultaat (gemiddeld) |
| ------ | --------------------------------- | --------- | -------------------------- | --------------------- | ------------------------- |
| 1      | Brassband Oefening en Uitspanning | Nederland | 93,00                      | 97,00                 | 95,00                     |
| 2      | Brassband Pro Rege                | Nederland | 91,00                      | 96,00                 | 93,50                     |
| 3      | Spijkerpakkenband                 | Nederland | 90,00                      | 95,00                 | 92,50                     |

#### Brass Bands 2e Divisie
| Plaats | Naam van de vereniging            | Land      | Punten voor verplicht werk | Punten voor keuzewerk | Eindresultaat (gemiddeld) |
| ------ | --------------------------------- | --------- | -------------------------- | --------------------- | ------------------------- |
| 1      | Christelijke Brassband Gloria Deï | Nederland | 96,00                      | 96,00                 | 96,00                     |
| 2      | Brassband Hombeek                 | België    | 95,00                      | 95,00                 | 95,00                     |
| 3      | Martini Brassband Groningen       | Nederland | 94,00                      | 94,00                 | 94,00                     |

#### Brass Bands 3e Divisie
| Plaats | Naam van de vereniging               | Land      | Punten voor verplicht werk | Punten voor keuzewerk | Eindresultaat (gemiddeld) |
| ------ | ------------------------------------ | --------- | -------------------------- | --------------------- | ------------------------- |
| 1      | Gereformeerde Brassband Groningen    | Nederland | 93,00                      | 93,00                 | 93,00                     |
| 2      | KMFL Brassband Lembeek               | België    | 92,00                      | 92,00                 | 92,00                     |
| 3      | Christelijke Brassband De Nije Bazún | Nederland | 89,00                      | 90,00                 | 89,50                     |

### Uitslagen Mars-, Marsparade- en Showwedstrijden

#### Marching Contests First Division
1. Drumband Koninklijke Harmonie van Gronsveld, Gronsveld (92,00)[1]
2. Christelijke Muziekvereniging Door Vriendschap Sterk - Junioren, Katwijk (90,68)
3. Spielmannszug Hattstedt e.V., Hattstedt - Germany (86,25)

#### Marching Contests World Division
1. Show Marching and Concertband Flora Band Rijnsburg, (95,25)
2. Show- and Marchingband Kunst en Genoegen Leiden, (94,75)
3. Trommelgroep West-Nederland Leiden, (94,25)

#### Marching Parade First Division
1. Drum- en Showfanfare Jong Advendo, Sneek (91,67)
2. Hertfordshire Showband Potters, Bar - United Kingdom (81,00)
3. La Banda Musical Femenina de Marcha Colegio Clemencia de Caycedo, Bogota - Colombia (64,08)

#### Marching Parade World Division
1. Showband Takostu, Stiens (94,42)
2. Drum- en Showfanfare Advendo, Sneek (93,50)
3. Pasveerkorps Leeuwarden, (90,17)

#### Show First Division
1. Drum- en Showfanfare Jong Advendo, Sneek - NL (92,75)
2. Jachthoornkorps Showband Urk, Urk - NL (87,25)
3. Show en Drumfanfare "Oranje", IJsselmuiden - NL (84,25)

#### Show World Division
1. Pasveerkorps, Leeuwarden - NL (96,08)
2. Drum- en Showband Adest Musica, Sassenheim - NL (95,42)
3. Nishihara High School Marching Band, Nishihara - JP (95,08)

### Uitslagen Concertwedstrijden voor Slagwerkensembles

#### Slagwerkensembles Championship Division
| Plaats | Naam van de vereniging                      | Land       | Eindresultaat |
| ------ | ------------------------------------------- | ---------- | ------------- |
| 1      | Cadenza Twello                              | Nederland  | 97,16         |
| 2      | Det Fynske Slagtøjsakademi                  | Denemarken | 97,06         |
| 3      | Elspeets Fanfare Korps                      | Nederland  | 95,90         |
| 4      | Slagwerkgroep Crescendo Zevenaar            | Nederland  | 94,86         |
| 5      | Percussion Ensemble Jong Nederland Asten    | Nederland  | 93,56         |
| 6      | Slagwerkgroep Excelsior Oostendorp          | Nederland  | 90,60         |
| 7      | Kasetsart University Percussion Ensemble    | Thailand   | 89,40         |
| 8      | Slagwerkensemble Soli Deo Gloria Ommen      | Nederland  | 88,40         |
| 9      | Percussie-ensemble De Herleving Brussegem   | België     | 87,38         |
| 10     | Slagwerkgroep Avant-Garde Klundert          | Nederland  | 86,20         |
| 11     | Singapore Wind Symphony Percussion Ensemble | Singapore  | 85,96         |
| 12     | CMV Wilhelmina Bedum                        | Nederland  | 84,86         |

#### Slagwerkensembles 1e Divisie
| Plaats | Naam van de vereniging                          | Land             | Eindresultaat |
| ------ | ----------------------------------------------- | ---------------- | ------------- |
| 1      | Slagwerkgroep Harmonie St. Caecilia Doornenburg | Nederland        | 84,40         |
| 2      | Saint Gabriel Percussion Ensemble               | Thailand         | 83,20         |
| 3      | Love Music Trust Percussion Ensemble            | Groot-Brittannië | 70,00         |

## Uitslagen van het 17e Wereld Muziek Concours Kerkrade in 2013

### Uitslagen Concertwedstrijden voor Harmonie- en Fanfareorkesten

#### Harmonie Concertafdeling
Jury: Jan van den Eijnden (Juryvoorzitter), Pierre Kuijpers, Jan Van der Roost, Miguel Etchegoncelay 

Verplicht werk: Václav Nelhýbel: Sinfonia Resurrectionis
| Plaats | Naam van de vereniging                              | Land      | Punten voor verplicht werk | Punten voor keuzewerk(en) | Eindresultaat |
| ------ | --------------------------------------------------- | --------- | -------------------------- | ------------------------- | ------------- |
| 1      | Koninklijke Harmonie Sainte Cécile Eijsden          | Nederland | 47,08                      | 48,33                     | 95,42         |
| 2      | Harmonie "St. Petrus en Paulus", Wolder, Maastricht | Nederland | 47,17                      | 47,83                     | 95,00         |
| 3      | Banda de Lalín                                      | Spanje    | 47,08                      | 47,75                     | 94,83         |

#### Harmonie 1e Divisie
Jury: Jan van den Eijnden (Juryvoorzitter), Rob Goorhuis, Dirk Lautenbach, Cathrine Wines Trevino

Verplicht werk: Johan de Meij: Extreme Beethoven - Metamorphoses on Themes by Ludwig van Beethoven
| Plaats | Naam van de vereniging                                 | Land      | Punten voor verplicht werk | Punten voor keuzewerk | Eindresultaat (gemiddeld) |
| ------ | ------------------------------------------------------ | --------- | -------------------------- | --------------------- | ------------------------- |
| 1      | Banda Unión Musical de Meaño, Pontevedra               | Spanje    | 95,33                      | 97,17                 | 96,25                     |
| 2      | Koninklijke Oude Harmonie (1874) Eijsden               | Nederland | 94,33                      | 97,17                 | 95,75                     |
| 3      | Harmonie de Volksgalm Zichen-Zussen-Bolder vzw, Riemst | België    | 94,50                      | 95,00                 | 94,75                     |

#### Harmonie 2e Divisie
Jury: Jan van den Eijnden (Juryvoorzitter), Jacob de Haan, Lee Tian Tee, Dennis Johnson

Verplicht werk: James Barnes: Escenas de los Aztecas
| Plaats | Naam van de vereniging                             | Land      | Punten voor verplicht werk | Punten voor keuzewerk | Eindresultaat (gemiddeld) |
| ------ | -------------------------------------------------- | --------- | -------------------------- | --------------------- | ------------------------- |
| 1      | Orchestra di Fiati "Città di Ferentino", Ferentino | Italië    | 96,17                      | 96,17                 | 96,17                     |
| 2      | Dynamic Symphonic Band, Dendermonde v.z.w.         | België    | 93,33                      | 94,67                 | 94,00                     |
| 3      | Bläserphilharmonie Thum                            | Duitsland | 91,00                      | 93,33                 | 92,17                     |

#### Harmonie 3e Divisie
Jury: Jan van den Eijnden (Juryvoorzitter), Jacob de Haan, Lee Tian Tee, Dennis Johnson

Verplicht werk: Alfred Reed: Seventh Suite for Band
| Plaats | Naam van de vereniging                            | Land     | Punten voor verplicht werk | Punten voor keuzewerk | Eindresultaat (gemiddeld) |
| ------ | ------------------------------------------------- | -------- | -------------------------- | --------------------- | ------------------------- |
| 1      | Jeugdorkest van de Koninklijke Harmonie van Peer  | België   | 91,67                      | 90,67                 | 91,17                     |
| 2      | Chía School for Arts, Chía                        | Colombia | 88,67                      | 88,83                 | 88,75                     |
| 3      | Banda Municipal de Música de Calahorra, Calahorra | Spanje   | 86,00                      | 89,33                 | 87,67                     |

#### Fanfare Concertafdeling
Jury: Jan van den Eijnden (Juryvoorzitter), Pierre Kuijpers, Jan Van der Roost, Miguel Etchegoncelay

Verplicht werk: Rob Goorhuis: In Memoriam Piebe Bakker
| Plaats | Naam van de vereniging                | Land      | Punten voor verplicht werk | Punten voor keuzewerk(en) | Eindresultaat |
| ------ | ------------------------------------- | --------- | -------------------------- | ------------------------- | ------------- |
| 1      | Koninklijke Fanfare Kempenbloei Achel | België    | 46,92                      | 48,33                     | 95,25         |
| 2      | Fanfare St. Caecilia Schimmert        | Nederland | 46,92                      | 47,42                     | 94,33         |
| 3      | Gelders Fanfare Orkest                | Nederland | 46,17                      | 46,92                     | 93,08         |

#### Fanfare 1e Divisie
Jury: Jan van den Eijnden (Juryvoorzitter), Rob Goorhuis, Dirk Lautenbach, Cathrine Wines Trevino

Verplicht werk: Alexander Comitas: Vita Aeterna
| Plaats | Naam van de vereniging                             | Land      | Punten voor verplicht werk | Punten voor keuzewerk | Eindresultaat (gemiddeld) |
| ------ | -------------------------------------------------- | --------- | -------------------------- | --------------------- | ------------------------- |
| 1      | Koninklijke Fanfare Sint Caecilia Puth, Beekdaelen | Nederland | 96,33                      | 93,67                 | 95,00                     |
| 2      | Koninklijke Stadsfanfaren Izegem                   | België    | 92,83                      | 93,50                 | 93,17                     |
| 3      | Fanfare Monte Corona Kronenberg & Evertsoord       | Nederland | 89,50                      | 95,67                 | 92,58                     |

#### Fanfare 2e Divisie
Jury: Jan van den Eijnden (Juryvoorzitter), Jacob de Haan, Lee Tian Tee, Dennis Johnson

Verplicht werk: Eric Swiggers: Fleodrodum
| Plaats | Naam van de vereniging                              | Land      | Punten voor verplicht werk | Punten voor keuzewerk | Eindresultaat (gemiddeld) |
| ------ | --------------------------------------------------- | --------- | -------------------------- | --------------------- | ------------------------- |
| 1      | Koninklijke Muziekvereniging De Leiezonen Desselgem | België    | 95,83                      | 96,25                 | 96,04                     |
| 2      | Wilhelmina Easterein                                | Nederland | 94,33                      | 94,17                 | 94,25                     |
| 3      | Christelijke Muziek Vereniging Oranje Grootegast    | Nederland | 94,33                      | 93,67                 | 94,00                     |

#### Fanfare 3e Divisie
Jury: Jan van den Eijnden (Juryvoorzitter), Jacob de Haan, Lee Tian Tee, Dennis Johnson

Verplicht werk: Philip Sparke: Five States of Change
| Plaats | Naam van de vereniging                             | Land      | Punten voor verplicht werk | Punten voor keuzewerk | Eindresultaat (gemiddeld) |
| ------ | -------------------------------------------------- | --------- | -------------------------- | --------------------- | ------------------------- |
| 1      | Christelijke Muziekvereniging Excelsior Grijpskerk | Nederland | 89,67                      | 91,83                 | 90,75                     |
| 2      | Koninklijke Fanfare St. Jozefsgilde Mol-Sluis      | België    | 90,00                      | 90,00                 | 90,00                     |
| 3      | Christelijke Muziekvereniging Studio It Heidenskip | Nederland | 87,67                      | 88,50                 | 88,08                     |

### Uitslagen Concertwedstrijden voor Brassbands

#### Brass Bands World Championship
Jury: Philip Sparke, Danny Oosterman, Steve Sykes, Ian Porthouse, Jan Van der Roost, Jan de Haan

Verplicht werk: Svein Henrik Giske: Goldberg 2012
| Plaats | Naam van de vereniging            | Land        | Punten voor verplicht werk | Punten voor keuzewerk | Eindresultaat (gemiddeld) |
| ------ | --------------------------------- | ----------- | -------------------------- | --------------------- | ------------------------- |
| 1      | Manger Musikklag, Manger          | Noorwegen   | 96,00                      | 94,40                 | 95,20                     |
| 2      | Cory Band, Rhondda                | Wales       | 94,00                      | 95,40                 | 94,70                     |
| 3      | Brass Band Treize Etoiles Conthey | Zwitserland | 95,00                      | 93,40                 | 94,20                     |

#### Brass Bands 1e Divisie
Verplicht werk: Philip Wilby: Far Horizons: sailing west
| Plaats | Naam van de vereniging                              | Land      | Punten voor verplicht werk | Punten voor keuzewerk | Eindresultaat (gemiddeld) |
| ------ | --------------------------------------------------- | --------- | -------------------------- | --------------------- | ------------------------- |
| 1      | Regionale Brassband De Spijkerpakkenband Opsterland | Nederland | 94,00                      | 92,00                 | 93,00                     |
| 2      | 3BA (Bayerische Brass Band Akademie) Concert Band   | Duitsland | 88,00                      | 93,00                 | 90,50                     |
| 3      | Brassband Bacchus Sint-Martens-Lennik               | België    | 90,00                      | 87,00                 | 88,50                     |

#### Brass Bands 2e Divisie
Verplicht werk: Tom Davoren: Vivat
| Plaats | Naam van de vereniging               | Land        | Punten voor verplicht werk | Punten voor keuzewerk | Eindresultaat (gemiddeld) |
| ------ | ------------------------------------ | ----------- | -------------------------- | --------------------- | ------------------------- |
| 1      | Ensemble de Cuivres Ambitus          | Zwitserland | 92,00                      | 92,00                 | 92,00                     |
| 2      | Brass Band Schoonhoven B Schoonhoven | Nederland   | 93,00                      | 90,00                 | 91,50                     |
| 3      | Brassband St. Cecilia Hombeek        | België      | 92,00                      | 90,00                 | 91,00                     |

#### Brass Bands 3e Divisie
Verplicht werk: Jan de Haan: Musica Helvetica
| Plaats | Naam van de vereniging                               | Land      | Punten voor verplicht werk | Punten voor keuzewerk | Eindresultaat (gemiddeld) |
| ------ | ---------------------------------------------------- | --------- | -------------------------- | --------------------- | ------------------------- |
| 1      | Brassband Gloria Deï                                 | Nederland | 93,00                      | 90,00                 | 91,50                     |
| 2      | Christelijke Brassband Looft den Heer Beetgumermolen | Nederland | 87,00                      | 89,00                 | 88,00                     |
| 3      | St. Cecilia Leest                                    | België    | 86,00                      | 86,00                 | 86,00                     |

### Uitslagen Mars-, Marsparade- en Showwedstrijden
Jury: Henk Smit (Juryvoorzitter), Paul Doop (Ass. Juryvoorzitter), Edwin Beens, Ruud Böhmer, Gary George, George Oliviero, Giff Howarth, Gordon Henderson, Kasem Thipayametraku

#### Marswedstrijd Wereld Divisie
| Plaats | Naam van de vereniging                                  | Land      | Eindresultaat |
| ------ | ------------------------------------------------------- | --------- | ------------- |
| 1      | Christelijke Muziekvereniging Kunst en Genoegen, Leiden | Nederland | 93,54         |
| 2      | Show, Marching- & Concertband Flora Band Rijnsburg      | Nederland | 92,39         |
| 3      | Drum- en Showband Adest Musica Sassenheim               | Nederland | 92,21         |

#### Marswedstrijd 1e Divisie
| Plaats | Naam van de vereniging                                            | Land      | Eindresultaat |
| ------ | ----------------------------------------------------------------- | --------- | ------------- |
| 1      | Drumband Harmonie Concordia Obbicht                               | Nederland | 90,72         |
| 2      | Drumband KDF (Koninklijke Dorpsfanfare) Bavikhove                 | België    | 84,81         |
| 3      | Drumband van de Koninklijke Fanfare "Vrede en Eendracht", Kachtem | België    | 84,00         |

#### Marsparade Wereld Divisie
| Plaats | Naam van de vereniging              | Land      | Eindresultaat |
| ------ | ----------------------------------- | --------- | ------------- |
| 1      | Drum- en Showfanfare Advendo Sneek  | Nederland | 91,90         |
| 2      | Pasveerkorps Leeuwarden, Leeuwarden | Nederland | 91,36         |
| 3      | Showband Takostu Stiens             | Nederland | 88,47         |

#### Marsparade 1e Divisie
| Plaats | Naam van de vereniging                  | Land      | Eindresultaat |
| ------ | --------------------------------------- | --------- | ------------- |
| 1      | Drum- en Showfanfare Jong Advendo Sneek | Nederland | 90,73         |

#### Showwedstrijd Wereld Divisie
| Plaats | Naam van de vereniging                   | Land     | Eindresultaat |
| ------ | ---------------------------------------- | -------- | ------------- |
| 1      | Surasakmontree Brass Band School Bangkok | Thailand | 93,74         |
| 2      | Suranari Marching Band Nakhon Ratchasima | Thailand | 93,00         |
| 3      | Pattaya City Drum & Bugle Corps Chonburi | Thailand | 92,82         |

#### Showwedstrijd 1e Divisie
| Plaats | Naam van de vereniging                   | Land      | Eindresultaat |
| ------ | ---------------------------------------- | --------- | ------------- |
| 1      | Showband DOS (Door Oefening Sterk) Ulrum | Nederland | 89,53         |
| 2      | North Frisian Percussion Corps Dokkum    | Nederland | 88,52         |
| 3      | Drum- en Showfanfare Jong Advendo Sneek  | Nederland | 88,46         |

### Uitslagen Concertwedstrijden voor Slagwerkensembles
Jury: Henk Smit (Juryvoorzitter), Ruud Böhmer, Gif Howarth, Kasem Thipayametrakul

#### Slagwerkensembles Wereld Divisie
| Plaats | Naam van de vereniging                     | Land      | Eindresultaat |
| ------ | ------------------------------------------ | --------- | ------------- |
| 1      | Slagwerkensemble Cadenza Twello            | Nederland | 93,83         |
| 2      | Slagwerkensemble Fanfare Concordia Leveroy | Nederland | 93            |
| 3      | Zenith Percvussion Ensemble Bangkok        | Thailand  | 92,67         |

#### Slagwerkensembles 1e Divisie
| Plaats | Naam van de vereniging                                | Land      | Eindresultaat |
| ------ | ----------------------------------------------------- | --------- | ------------- |
| 1      | Percussie-ensemble De Herleving - Brussegem           | België    | 95,08         |
| 2      | Singapore Wind Symphony Percussion Ensemble Singapore | Singapore | 92,67         |
| 3      | Drum en Percussion Band Euphonia Retie                | België    | 75,33         |

## Uitslagen van het 16e Wereld Muziek Concours Kerkrade in 2009

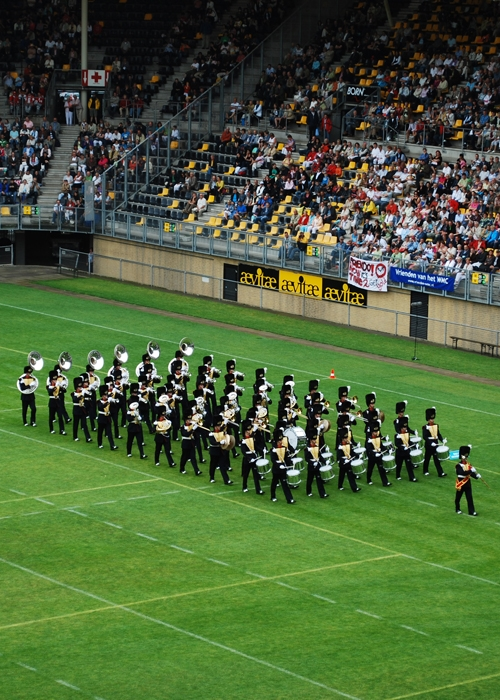
AM WMC in 2009

### Uitslagen Mars-, Marsparade- en Showwedstrijden
Marswedstrijd Wereld Divisie
- 1. Chr. Drum- en Showfanfare DVS - Katwijk, Nederland 94.17
- 2. Show and Marchingband K & G Leiden - Leiden, Nederland 93.32
- 3. Drum- en Showband Adest Musica - Sassenheim, Nederland 93.22

Marswedstrijd Eerste Divisie
- 1. Drumband Harmonie St. Caecilia - Simpelveld, Nederland 92.08
- 2. Drumband en Jachthoornkorps St. Sebastianus Laar - Laar-Weert, Nederland 89.17
- 3. Asociación Banda de Música de Alcázar de San Juan - Alcázar de San Juan, Spanje 85.83

Marsparade Wereld Divisie
- 1. Drum- en Showfanfare Advendo Sneek - Sneek, Nederland 92.63
- 2. Pasveerkorps Leeuwarden - Leeuwarden, Nederland 91.88
- 3. Showband Takostu - Stiens, Nederland 90.19

Marsparade Eerste Divisie
- 1. Drum- en Showfanfare Jong Advendo - Sneek, Nederland 90.73
- 2. Drum- & Lyraselection "Warga" - Warga, Nederland 83.84

Showwedstrijd Wereld Divisie Showband Class
- 1. Show and Marchingband K & G Leiden - Leiden, Nederland 95.50
- 2. Pasveerkorps Leeuwarden - Leeuwarden, Nederland 93.83
- 3. Chr. Drum- en Showfanfare DVS - Katwijk, Nederland 93.00

Showwedstrijd Eerste Divisie Showband Class
- 1. Showkorps Wilhelmina - Sleeuwijk, Nederland 87.85
- 2. Drum- en Showfanfare Jong Advendo - Sneek, Nederland 87.39
- 3. Jeugdkorps Pasveer - Leeuwarden, Nederland 84.70

Showwedstrijd Wereld Divisie Corps Style Class
- 1. Suranari Marching Band - Nakhonratchasima, Thailand 1330.50
- 2. Surasakmontree School's Brass Band - Bangkok, Thailand 1307.00
- 3. Calgary Stampede Showband - Calgary, Alberta, Canada 1295.50

Showwedstrijd Eerste Divisie Corps Style Class
- 1. North Frisian Percussion Corps - Dokkum, Nederland 1212.00
- 2. Besana Marching Band - Besana Brianza, Italië 1202.50
- 3. Wattanothai Payap School Band - Chiangmai, Thailand 1200.00

### Uitslagen Concertwedstrijden voor Harmonie- en Fanfareorkesten
Harmonie Concertafdeling
- 1. Koninklijke Harmonie Sainte Cécile Eijsden - Eijsden, Nederland 94.50
- 2. Koninklijk Harmonieorkest Vooruit - Harelbeke, België 94.05
- 3. Koninklijk Bevers Harmonieorkest - Beveren-Leie, België 93.57

Harmonie 1e Divisie
- 1. Harmonieorkest De Volksgalm - Riemst, België 97.08
- 2. Union Musical Torrevejense - Torrevieja, Spanje 94.58
- 3. Junges Symphonisches Blasorchester Schwaben - Augsburg, Duitsland 94.42

Harmonie 2e Divisie
- 1. Koninklijke Harmonie Sint-Lutgardis - Hulst-Tessenderlo, België 95.68
- 2. Orchestra di Fiati "Liceo Antonio Rosmini" - Rovereto, Italië 94.32
- 3. Jugendblasorchester Marktoberdorf e.V. - Marktoberdorf, Duitsland 92.02

Harmonie 3e Divisie
- 1. Sociedad ArtísticoMusical de Magallón - Magallón, Spanje 93.92
- 2. Orchestra Di Fiati "Città di Ferentino" - Ferentino, Italië 91.27
- 3. Jeugdorkest Koninklijke Harmonie Van Peer - Peer, België 90.00

Fanfare Concertafdeling
- 1. Koninklijke Fanfare Kempenbloei Achel - Achel, België 95.45
- 2. Fanfare St. Caecilia Schimmert - Schimmert, Nederland 91.84
- 3. Gelders Fanfare Orkest - Elburg, Nederland 90.92

Fanfare 1e Divisie
- 1. Fanfareorkest Brass-aux-Saxes - Westerlo, België 96.00
- 2. Koninklijke Fanfare De Werkmanszonen - Riemst, België 95.92
- 3. Koninklijke Fanfare Sint Caecilia Puth - Puth, Nederland 95.83

Fanfare 2e Divisie
- 1. Christelijke Muziekvereniging Excelsior - Schraard, Nederland 89.32
- 2. Fanfare St. Caecilia - Spaubeek, Nederland 88.37
- 3. Koninklijk Fanfareorkest Volksopbeuring Massemen vzw, België 87.48

Fanfare 3e Divisie
- 1. Koninklijke Muziekvereniging De Leiezonen - Desselgem, België 91.27
- 2. Fanfare St. Antonius - Genhout - Beek, Nederland 90.67
- 3. Koninklijke Fanfare 'De Vriendenkring' - Kessenich, België 85.35

### Uitslagen Concertwedstrijden voor Brassbands
WK Brassbands Concertafdeling
- 1. Cory Band - Rhondda, Wales 96.50
- 2. Brass Band Treize Etoiles - Conthey, Zwitserland 93.50
- 3. Brassband Buizingen - Buizingen, België 93.00

Brassband 1e afdeling
- 1. Brass Band Heist - Wiekevorst, België 93.00
- 2. Ratby Co-operative Band - Ratby, Leicester, Engeland 91.50
- 3. Musikgesellschaft Risch-Rotkreuz - Rotkreuz, Zwitserland 90.75

Brassband 2e afdeling
- 1. Brassband Bacchus - St. Martens Lennik, België 95.50
- 2. Brassband Schoonhoven - Schoonhoven, Nederland 92.50
- 3. Veluwe Brass - Amersfoort, Nederland 89.00

Brassband 3e afdeling
- 1. Brassband Hombeek - Mechelen, België 94.00
- 2. Koninklijke Brassband De Kempenzonen - Tielen, België 92.50
- 3. Brassband "De Grensbewoners" Smeermaas vzw - Lanaken, België 91.50

### Uitslagen Concertwedstrijden voor Slagwerkensembles
Wereld Divisie
- 1. Percussion Orchestra WIK - Zemst-Laar, België 90.10
- 2. Slagwerkensemble SDG Ommen - Ommen, Nederland 90.00
- 3. Percussie-ensemble De Eendracht - Westrode, België 88.70

1e Divisie
- 1. Malletband St. Caecilia - Twello, Nederland 87.17
- 2. Slagwerkgroep St. Cecilia Milheeze - Milheeze, Nederland 86.83
- 3. Mus'Art Percussion Ensemble - Singapore, Singapore 81.00